# Élection gouvernorale de 2024 au Missouri
L'élection gouvernorale de 2024 au Missouri a lieu le 5 novembre 2024 afin d'élire le gouverneur de l'État américain du Missouri.
Le gouverneur sortant républicain Mike Parson ne peut pas se représenter. Le républicain Mike Kehoe est élu pour lui succéder.

## Contexte
Le gouverneur sortant républicain, Mike Parson, ne peut pas se représenter après deux mandats accomplis.

## Système électoral
Le gouverneur du Missouri est élu pour un mandat de quatre ans au scrutin uninominal majoritaire à un tour.

## Primaire républicaine

### Candidats
- Jay Ashcroft, secrétaire d'État du Missouri
- Bill Eigel, sénateur du Missouri
- Darren Grant
- Jeremy Gundel
- Mike Kehoe, lieutenant-gouverneur du Missouri
- Darrell McClanahan, membre du Ku Klux Klan
- Robert Olson
- Amber Thomsen
- Chris Wright, officier de police

### Résultats
| Candidat | Candidat           | Voix    | %     |  |
| -------- | ------------------ | ------- | ----- |  |
|          | Mike Kehoe         | 274 840 | 39,40 |  |
|          | Bill Eigel         | 227 012 | 32,60 |  |
|          | Jay Ashcroft       | 162 086 | 23,20 |  |
|          | Amber Thomsen      | 10 627  | 1,50  |  |
|          | Chris Wright       | 9 358   | 1,30  |  |
|          | Darrell McClanahan | 5 637   | 0,80  |  |
|          | Robert Olson       | 2 975   | 0,40  |  |
|          | Jeremy Gundel      | 2 946   | 0,40  |  |
|          | Darren Grant       | 1 866   | 0,30  |  |
|          |                    |         |       |  |
| Total    | Total              | 697 347 | 100   |  |

## Primaire démocrate

### Candidats
- Sheryl Gladney, commerciale
- Mike Hamra, propriétaire de restaurant
- Hollis Laster
- Eric Morrison, pasteur
- Crystal Quade, représentante du Missouri

### Résultats
| Candidat | Candidat       | Voix    | %     |  |
| -------- | -------------- | ------- | ----- |  |
|          | Crystal Quade  | 189 822 | 50,20 |  |
|          | Mike Hamra     | 119 702 | 31,70 |  |
|          | Eric Morrison  | 36 985  | 9,80  |  |
|          | Sheryl Gladney | 25 287  | 6,70  |  |
|          | Hollis Laster  | 5 973   | 1,60  |  |
|          |                |         |       |  |
| Total    | Total          | 377 769 | 100   |  |

## Autres partis et candidats
- Paul Lehmann (Parti vert)
- Bill Slantz (Parti libertarien)

## Sondages
| Institut          | Date       | Échantillon | Kehoe (R) | Quade (D) | Autres/Indécis |
| ----------------- | ---------- | ----------- | --------- | --------- | -------------- |
| Institut          | Date       | Échantillon |           |           | Autres/Indécis |
| Show Me Victories | 31/10/2023 | 407         | 38 %      | 33 %      | 29 %           |

## Résultats
| Candidat                 | Candidat      | Parti       | Voix      | %     |
| ------------------------ | ------------- | ----------- | --------- | ----- |
|                          | Mike Kehoe    | Républicain | 1 738 088 | 59,20 |
|                          | Crystal Quade | Démocrate   | 1 137 015 | 38,70 |
|                          | Bill Slantz   | Libertarien | 40 627    | 1,40  |
|                          | Paul Lehmann  | Vert        | 22 137    | 0,80  |
|                          |               |             |           |       |
| Votes valides            |               |             |           |       |
| Votes blancs et nuls     |               |             |           |       |
| Total                    | Total         | Total       |           | 100   |
| Abstention               |               |             |           |       |
| Inscrits / participation |               |             |           |       |